# Jiaxing
Jiaxing (kinesisk skrift: 嘉兴; pinyin: Jiāxīng) er en by på præfekturniveau i provinsen Zhejiang ved Kinas kyst til det Østkinesiske Hav. Det har et areal på 3,915 km2 og en befolkning på 3.355.500 mennesker, med en befolkningstæthed på 857,1 indb./km2 (2006).
Byen Jiaxing ligger ved Huangpu-floden, som fortsætter til Shanghai, hvor den løber ud i Chang Jiang og det Østkinesiske Hav. Rejseafstanden til Shanghai i nord er ca én time.
Jiaxing er en af Kinas vigtigste byer for silkeindustrien. Desuden har den også en betydningsfuld almen tekstilindustri, og er en af verdens største eksportører af lædervarer. Der er også mekanisk, kemisk og elektronisk industri i Jiaxing. 
Byen blev i 2005 regnet som den by i Folkerepublikken Kina med stærkest økonomisk vækst. 

## Kulturminder
Majiabang-fundstedet (forenklet: 马家浜遗址, pinyin: Majiabang yizhi) for Majiabangkulturen blev i 2001 tilføjet på Folkerepublikken Kinas liste over kulturminder. 

## Administration
Jiaxing administrerer to distrikter, tre byer på amtsniveau og to amter.
- Nanhu distrikt (南湖区)
- Xiuzhou distrikt (秀洲区)
- Haining byamt (海宁市)
- Pinghu byamt (平湖市)
- Tongxiang byamt (桐乡市)
- Jiashan amt (嘉善县)
- Haiyan amt(海盐县)

## Trafik
Kinas rigsvej 320 går gennem området. Den begynder i Shanghai og løber mod sydvest til grænsen mellem provinsen Yunnan og Burma. Undervejs passere den blandt andet Hangzhou, Nanchang, Guiyang, Kunming og Dali.

## Historie
Jiaxing spiller en vis betydning i Det kinesiske kommunistpartis historie. Partiet regnes ofte for at være stiftet i Shanghai, men i virkeligheden skete det i Jiaxing. Stiftelsesmødet begyndte formentlig i Den franske koncession i Shanghai i 1921, men selve den formelle vedtagelse af stiftelsen fandt sted 31. juli 1921 på en båd på Nanhusøen (også kaldt Sydsøen) i Jiaxing syd for byen efter at delegaterne i huj og hast rømte den franske koncession .
30°46′N 120°45′Ø / 30.767°N 120.750°Ø